# Tier Mobility
Tier Mobility SE (gestileerd als dott), gevestigd in Berlijn, was werelds grootste aanbieder van deelmobiliteit.  Het bedrijf exploiteert een digitaal platform voor het huren van kleine elektrische voertuigen, namelijk e-steps, e-scooters en e-fietsen. In 2024 fuseerde Tier met het Nederlands-Franse Dott.  

## Geschiedenis

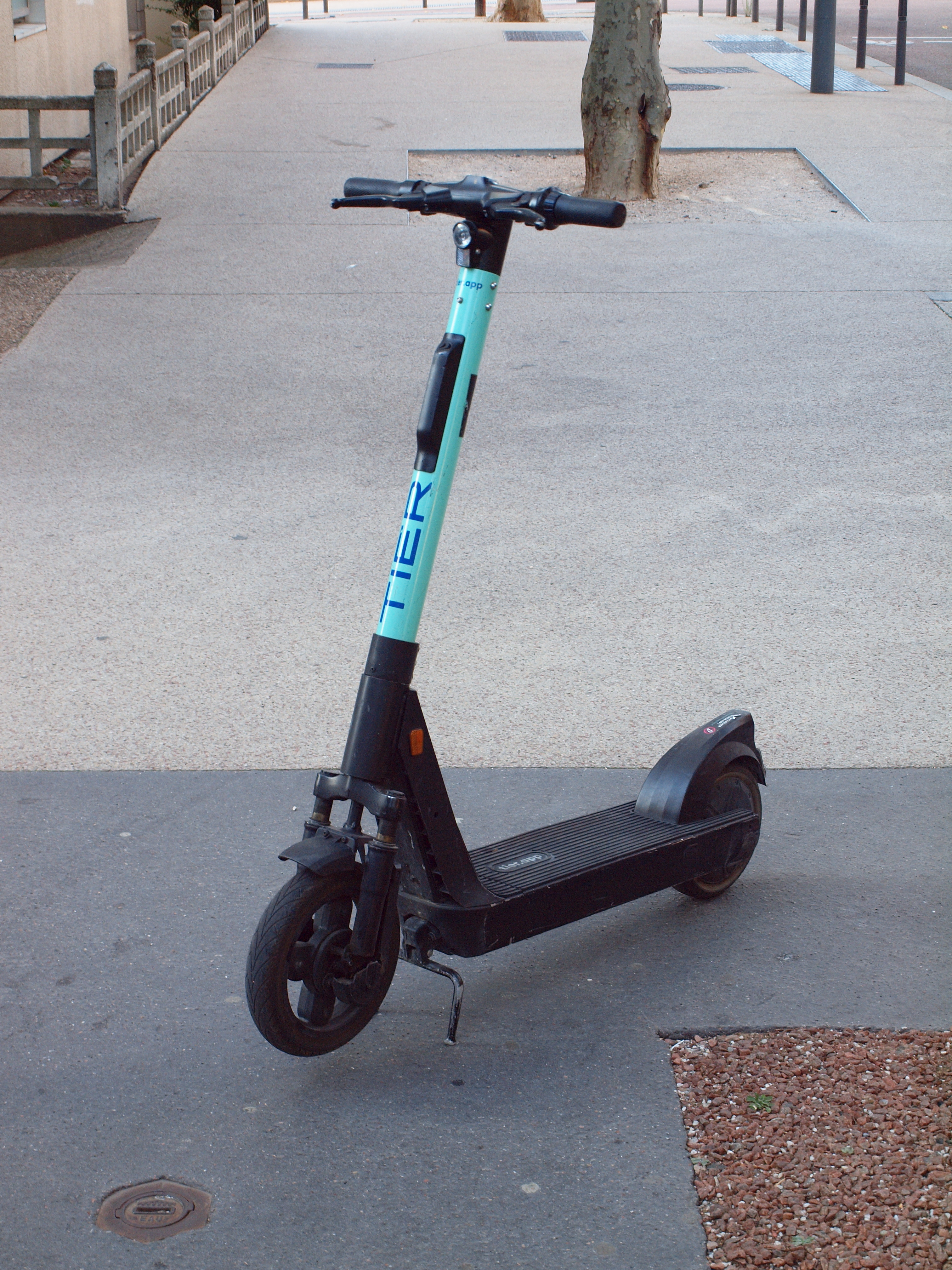
TIER e-step in Lyon.

Het bedrijf TIER Mobility GmbH werd in 2018 opgericht door voormalig Rebuy-directeur Lawrence Leuschner, Julian Blessin (mede-oprichter van coup) en Matthias Laug (mede-oprichter en technisch directeur van Lieferando). In 2020 haalde TIER 250 miljoen dollar op, waarmee het bedrijf gewaardeerd werd op iets minder dan 1 miljard dollar. In totaal is er voor 650 miljoen dollar door investeerders gefinancierd.  In Nederland kondigde de NS in januari 2024 een samenwerking aan, zodat reizigers met NS Flex via de NS-app een TIER-fiets kunnen huren. Desondanks verslechterde de markt voor deelvervoer. Tier kondigde aan 22% van het personeel te moeten ontslaan en men werd door de aandeelhouders gedwongen een fusiepartner te zoeken. Die werd gevonden in Dott. De fusie gaat verder onder de naam Dott en wordt mede gefinancierd door het Belgische Sofina, het Nederlandse Prosus en het staatsfonds van Abu Dhabi Mubadala Capital.

## Werkwijze
Wie van het platform gebruik wil maken, doet dat als volgt: De eenmalige aanmelding vindt plaats via de app, met een mobiel nummer. Voor het huren van bromfietsen is een rijbewijs vereist. De rit starten en beëindigen gaat via de app. De prijzen variëren per stad maar bestaan meestal uit een starttarief van één euro en een prijs per minuut. De huur kan in de meeste steden vrijwel overal worden gestart en beëindigd, volgens het free floating-principe. Echter, in sommige steden, zoals Utrecht, dient de rit beëindigd te worden in de aangegeven verplichte parkeerlocaties die verspreid zijn over de stad. In overleg met gemeentes kunnen er zones zijn aangegeven waar voertuigen niet geparkeerd mogen worden. 
De voertuigen worden door het personeel van TIER Mobility regelmatig op straat gecontroleerd, onderhouden en opgeladen door lege batterijen te verwisselen voor opgeladen batterijen, waardoor de voertuigen minder vaak naar een depot gebracht hoeven te worden. Mede hierdoor is TIER volledig klimaatneutraal.

## Dochterondernemingen
TIER Mobility omvat anno 2022 de bedrijven nextbike,  de Amerikaanse e-scooteraanbieder SPIN, de Italiaanse dochterondernemingen van het e-scooterverhuurbedrijf WIND Mobility  en techbedrijf Fantasmo.

## Locaties
TIER is anno 2022 inclusief al haar dochterondernemingen vertegenwoordigd in meer dan 520 steden in 21 landen met een vloot van 300.000 voertuigen. Hiermee is het de grootste aanbieder van deelmobiliteit wereldwijd.
In Nederland is TIER actief in Amersfoort, Utrecht, Nieuwegein en Eindhoven. Van april 2022 tot september 2022 was het bedrijf tevens actief in Almere.
In september 2022 werd bekend gemaakt dat TIER stopt met het aanbieden van e-scooters in Utrecht, nadat de gemeente van mening was dat deze geen meerwaarde hebben ten opzichte van e-fietsen. Het aantal fietsen in de stad werd wel uitgebreid, van 500 naar 1000.

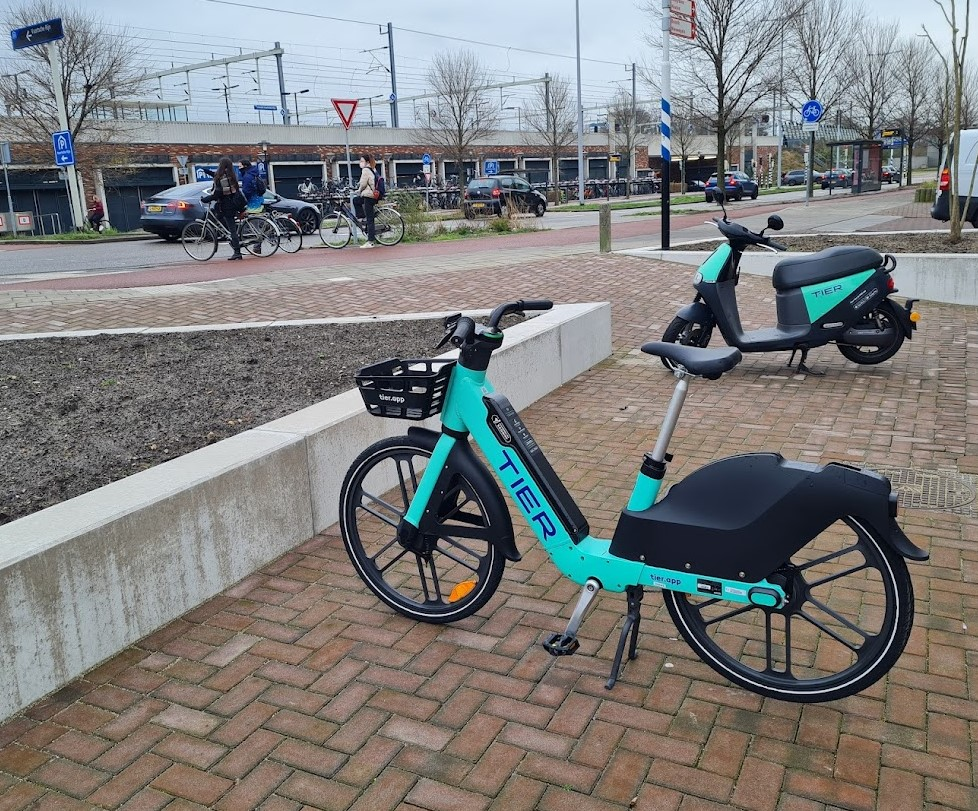
Een TIER e-bike en e-scooter in Utrecht.